# تمساح بدائي
التمساح البدائي (تسمية ثنائية:†Proterochampsa) هو جنس منقرض يتبع فصيلة‌ التماسيح البدائية من التمساحيات البدائية.